# Choritaenia
Choritaenia je monotipski rod štitarki smješten u vlastiti tribus Choritaenieae. Jedina vrta je C. capensis iz Južnoafričke Republike i možda u Lesotu.
Biljka nije u opsanosti od izumiranja, a lokalno je poznata kao luisbos i luisboom.
Tribus je opisan 2010.